# بني كلادة (حرض)

تعديل مصدري - تعديل

بني كلادة هي إحدى قرى عزلة العتنة بمديرية حرض التابعة لمحافظة حجة، بلغ تعداد سكانها 865 نسمة حسب تعداد اليمن لعام 2004.